# ملك وأربع ملكات (فلم 1956)
ملك وأربع ملكات (بالإنجليزية: The King and Four Queens) فيلم غموض أمريكي تم إنتاجه عام 1956، من بطولة كلارك غيبل و اليانور باركر، تدور أحداثه في الغرب الأمريكي في القرن التاسع عشر.

## القصة
«دان كيهو» رجل سرقات مُحترف يقصد مدينة تدعى (واغون ماوند) بعد أن سمع من البعض أنها تحوي على مسروقات ثمينة مدفونة قام بها أربعة أخوه ماتوا ضمن حريق مُتعمد، يحرس تلك المدينة أمهم العجوز وأرآملهم الأربعة، في أثناء قدوم «دآن كيهو» لتلك المدينة تطلق السيدة العجوز النار عليه في إشارة لعدم القرب من أرضها ثم تعالجة بعد أن أردته جريحاً، تبدأ الأرامل بالتنافس على هذا الرجل بعد أن فقدن أزواجهن لمدة عامين ولكن السيدة العجوز تصر بأن واحدا من أبنائها لم يمت وأنه سيعود يوما ما ولكن لاتعرف أي واحد منهم لذلك فهي تفرض القيود على جميع تلك الأرامل وتحذرهن من الاقتراب لـ «دان كيهو» خشية الوقوع في خيانة زوجيه للإبن الغائب، دان كيهو اللص المحترف يخالف مفاهيم السيدة العجوز ويحاول إغواء جميع تلك الأرامل للفوز بالمسروقات المخبأة

## روابط خارجية
- مقالات تستعمل روابط فنية بلا صلة مع ويكي بيانات